# Bończa (województwo wielkopolskie)
Bończa – wieś w Polsce, w województwie wielkopolskim, w powiecie czarnkowsko-trzcianeckim, w gminie Lubasz.
Do 2023 miejscowość była częścią wsi Lubasz.
W latach 1975–1998 miejscowość administracyjnie należała do województwa pilskiego.